# Томмі Вайго
Томмі Вайго (швед. Tommi Vaiho, нар. 13 вересня 1988, Єрфелла) — шведський футболіст, воротар клубу «Юргорден».

## Клубна кар'єра
Народився 13 вересня 1988 року в місті Єрфелла. Вихованець юнацьких команд футбольних клубів «Броммапойкарна» та «Юргорден».
Не пробившись до першої команди «Юргордена», воротаря здавали по орендах в нижчолігові клуби «Вертанс», «Фрей» та «Васалундс ІФ». З 2010 року повернувся в «Юргорден», де став дублером гамбійського воротаря Па Дембо Турая.
Такі не ставши основним воротарем у рідному клубі, в січні 2013 року Томмі перейшов у клуб ГАІС. У новій команді Вайго став беззаперечним основним воротарем команди і за чотири сезони пропустив лише дві гри у Супереттан зарез дискваліфікації, провівши 118 з 120 ігор.
У грудні 2016 року Вайго повернувся в «Юргорден», втім у команді знову став лише дублюючим воротарем, програвши місце у основі наддосвідченому Андреасу Ісакссону. Станом на 1 січня 2018 року відіграв за команду з Стокгольма 3 матчі в національному чемпіонаті.

## Виступи за збірну
2003 року дебютував у складі юнацької збірної Швеції, взяв участь у 3 іграх на юнацькому рівні, пропустивши 9 голів.

## Титули і досягнення
- Володар Кубка Швеції (1):

«Юргорден»: 2017–18
- Чемпіон Швеції (1):

«Юргорден»: 2019